# يوسف صديق (فيلسوف تونسي)
يوسف الصديق (ولد في 1943 في توزر) فيلسوف وعالم إنثروبولوجي تونسي متخصص في اليونان القديمة وفي إنثروبولوجيا القرآن. له عدّة أبحاث ودراسات منشورة باللغة الفرنسيّة متعلّقة بالحقل القرآني وتوابعه الثقافية، محاولاً التعريف بالمكتسبات الحضارية الخاصة بالعرب والمسلمين.

## مسيرته
في صغره حفّظه والده القرآن والحديث والشعر الجاهلي، خصوصا المعلقات السبعة، التي لما حفظها قال له والده أنه يُقال إنها عشرة فحفظه الثلاثة الآخرين. كان والده يأخذه بالحافلة التي تدور على العاصمة التونسية بدون انقطاع بتذكرة واحدة، ويبقيان يوم كامل ويُفسر له قصص القرآن وغيرها. كان لوالده مكتبة سوق الكُتُبِيَة في العاصمة تونس اسمها المكتبة العصرية، وكان والده شاعرا وناشطا سياسيا، وكانت مكتبته يأتيها مفكرون وشيوخ أمثال الطاهر بن عاشور صاحب التحرير والتنوير وابنه الفاضل بن عاشور مفتي الديار التونسية وشعراء من أمثال مصطفى خُريف ومنور صمادح وروائيين أمثال بشير خُريف، وكان يوسف يشارك هؤلاء المشايخ بالاستماع إليهم وهم يتحدثون عن طه حسين وعن ما فعله وعن ما قاله وعن الشعر الجاهلي والأدب الجاهلي ويسمعهم يتحدثون عن السياسية وعن مصر وعن ثورة 1952. وفي بعض الأحيان يسألونه عن بيت من الشعر فيرون أنه يحفظ من المتنبي أو المعري أو شوقي أو كذا ويسألونه عن آية من آيات القرآن وهو لا يزال في سن الحادي عشرة من عمره عندما حفظه القرآن عن ظهر قلب.
سنة 1967 كان على مشارف الانتهاء من الدراسة ليصبح أستاذا، وباشر الأستاذية في فرنسا عام 1969 ثم في تونس من عام 1971 إلى عام 1977، باشرها وهو مُشرف على الانتهاء من الشهادات، وقام بمجاوزة الامتحان الأخير الشفاهي يوم 6 حزيران، الذي صادف يوم النكسة، وكان أستاذه الفرنسي، لما رأى يوسف يرتدي قميص الطلبة الفقراء من الألبسة القديمة، التي تشبه قميص الجيش، صار يتهكم عليه ويقول: أيوم الهزيمة تأتيني بهذا الرداء؟! ، كلن لهذه الكلمات أثر في نفس يوسف جعلته يترك الفكر الغربي ويتوجه إلى البحث في الفلسفة الإسلامية. درَّس مادة الفلسفة بعدها في تونس بالشهادات التي عنده قبل حصوله على دكتوراه الدولة.

## فكره
قرر في أعقاب هزيمة 1967 العدول عن الاستمرار في دراسة الفلسفة الغربية في جامعة السوربون ووطَّن النفس على تعهد النصوص التأسيسية في الحضارة الإسلامية برعاية القراءة الفاحصة والفهم التجاوزي وقد كان من شغفه بهذه النصوص أن أنجز ترجمات عديدة إلى اللغة الفرنسية شملت الأحاديث النبوية ونهج البلاغة وموطأ الإمام مالك ورسائل ابن سينا إضافة إلى ترجمة ذات صبغة فكرية لمعاني القرآن، كون الإسلام موطنه الروحي جعله يُكَرس كل جهده البحثي منذ أربعة عقود لفهم آليات عمل ما يسميه بالقول القرآني وذلك في محاولة لاستحضار ما يدعوه بعصر الأنوار العربي أي عهد الوحي والنبوة وبهذا تتضافر في مسعاه العلمي المعاني الحضارية المتعلقة بالاعتزاز بالذات والوفاء للأهل مع المعاني الشخصية المتعلقة بِبِرِّ البنوة بالأبوة حيث أنه يدين بالفضل كله بدءاً بحفظ القرآن الكريم لوالده الذي نَشَّأهُ على عشق المعرفة الواهبة للحرية.

## الأوسمة
- الصنف الأول من الوسام الوطني للاستحقاق (تونس).

## من مؤلّفاته
- هل قرأنا القرآن؟ أم على قلوب أقفالها، القاهرة، دار التنوير، 2006
- الآخر والآخرون في القرآن، القاهرة، دار التنوير، 2015